# Simulium chainarongi
Simulium chainarongi es una especie de insecto del género Simulium, familia Simuliidae, orden Diptera.
Fue descrita científicamente por Takaoka & Kuvangkadilok, 1999.